# The Green Archer
The Green Archer è un serial cinematografico del 1925 diretto da Spencer Gordon Bennet.

## Trama
Il miliardario americano Abel Bellamy acquista un castello medievale inglese e lo fa smontare e trasportare in America dove viene rimontato nello stato di New York; qui si scopre che il castello è infestato da una presenza nota come arciere verde.

## Episodi
1. The Ghost of Bellamy Castle (distribuito negli USA il  6 dicembre 1925)
2. The Midnight Warning (distribuito negli USA il  13 dicembre 1925)
3. In the Enemy’s Stronghold (distribuito negli USA il  20 dicembre 1925)
4. On the Storm King Road (distribuito negli USA il  27 dicembre 1925)
5. The Affair at the River (distribuito negli USA il  3 gennaio 1926)
6. The Mystery Ship (distribuito negli USA il  10 gennaio 1926)
7. Bellamy Baits a Trap (distribuito negli USA il  17 gennaio 1926)
8. The Cottage in the Woods (distribuito negli USA il  24 gennaio 1926)
9. The Battle Starts (distribuito negli USA il  31 gennaio 1926)
10. The Smoke Clears Away (distribuito negli USA il  7 febbraio 1926)

## Distribuzione
Venne distribuito anche nel Regno Unito a partire dal 4 ottobre 1926, in Finlandia dal 4 settembre 1927 e in Germania con il titolo Der Polizeispitzel von Chikago nel 927